# FA Cup 1891/92

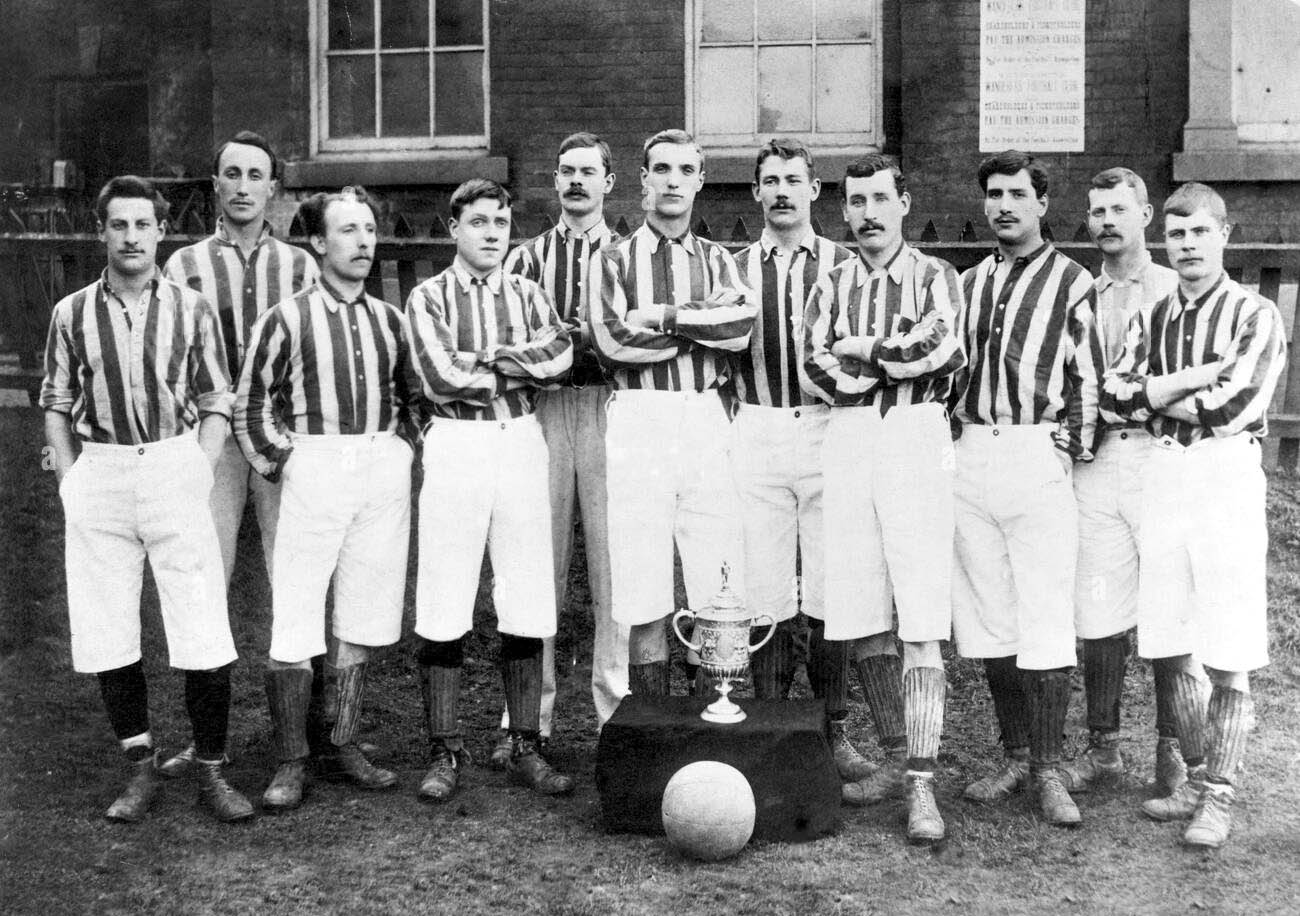
Die Siegermannschaft von West Bromwich Albion (1892).

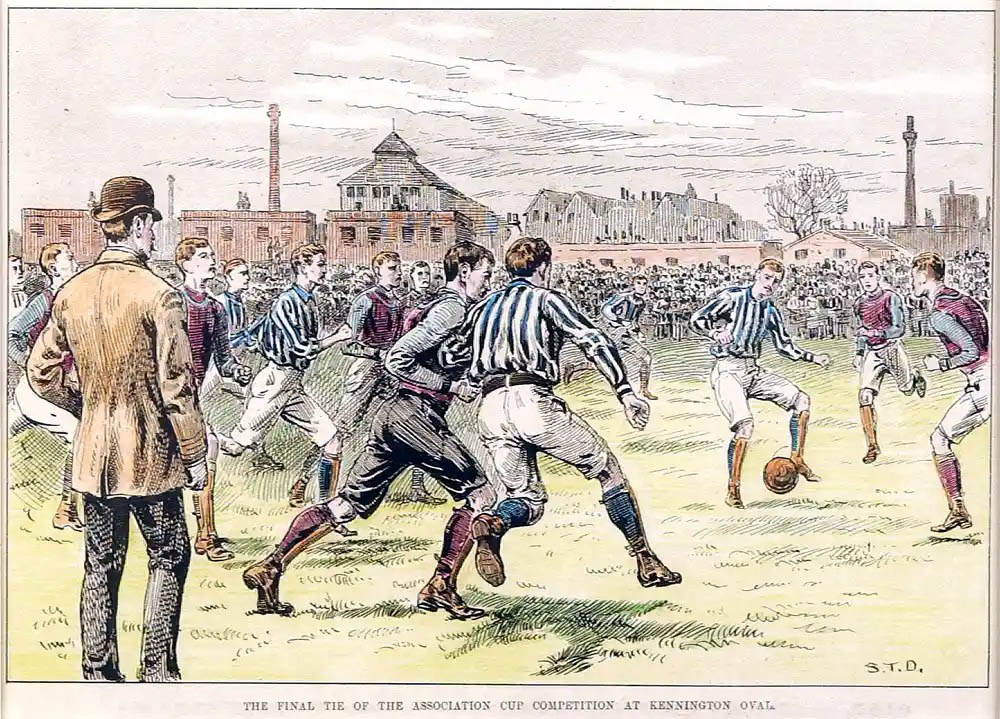
Illustration aus dem FA-Cup-Finale 1892.

Der FA Cup 1891/92 war die 21. Austragung des The Football Association Challenge Cup (meist als FA Cup bekannt).
Der Pokalwettbewerb startete mit der Qualifikation zwischen dem 3. Oktober 1891 und dem 29. Dezember 1891 sowie anschließend mit der ersten Hauptrunde ab dem 16. Januar 1892. Sie endete mit dem Finalspiel im Kennington Oval in London am 19. März 1892 vor einer Kulisse von 32.710 Zuschauern. Sieger des Wettbewerbs wurde zum zweiten Mal West Bromwich Albion. Unterlegener Finalist war Aston Villa.

## Wettbewerb

### Erste Hauptrunde
| Datum           |                         | Ergebnis |                          |
| --------------- | ----------------------- | -------- | ------------------------ |
| 16. Januar 1892 | Aston Villa             | 4:1      | Heanor Town              |
| 16. Januar 1892 | Blackburn Rovers        | 4:1      | Derby County             |
| 16. Januar 1892 | FC Blackpool            | 0:3      | Sheffield United         |
| 16. Januar 1892 | FC Bootle               | 0:2      | FC Darwen                |
| 16. Januar 1892 | Crusaders FC            | 1:4      | FC Accrington            |
| 16. Januar 1892 | FC Everton              | 2:4      | FC Burnley               |
| 16. Januar 1892 | Luton Town              | 0:3      | FC Middlesbrough         |
| 16. Januar 1892 | Nottingham Forest       | 2:1      | Newcastle East End       |
| 16. Januar 1892 | Old Westminsters FC     | 2:3      | West Bromwich Albion     |
| 16. Januar 1892 | The Wednesday           | 2:1      | Bolton Wanderers         |
| 16. Januar 1892 | Small Heath             | 5:1      | Woolwich Arsenal         |
| 16. Januar 1892 | FC Stoke                | 3:0      | Casuals FC               |
| 16. Januar 1892 | AFC Sunderland          | 3:0      | Notts County             |
| 16. Januar 1892 | Sunderland Albion       | 1:2      | Birmingham St. George’s  |
| 16. Januar 1892 | Wolverhampton Wanderers | 2:2      | Crewe Alexandra          |
| 23. Januar 1892 | Preston North End       | 6:0      | Middlesbrough Ironopolis |

#### Wiederholungsspiele
| Datum           |                   | Ergebnis |                         |
| --------------- | ----------------- | -------- | ----------------------- |
| 23. Januar 1892 | Crewe Alexandra   | 1:4      | Wolverhampton Wanderers |
| 23. Januar 1892 | FC Everton        | 1:3      | FC Burnley              |
| 23. Januar 1892 | The Wednesday     | 4:1      | Bolton Wanderers        |
| 23. Januar 1892 | FC Stoke          | 3:0      | Casuals FC              |
| 23. Januar 1892 | AFC Sunderland    | 4:0      | Notts County            |
| 23. Januar 1892 | Sunderland Albion | 4:0      | Birmingham St. George’s |

### Zweite Hauptrunde
| Datum           |                         | Ergebnis |                   |
| --------------- | ----------------------- | -------- | ----------------- |
| 30. Januar 1892 | FC Accrington           | 1:0      | AFC Sunderland    |
| 30. Januar 1892 | Aston Villa             | 2:0      | FC Darwen         |
| 30. Januar 1892 | FC Burnley              | 1:3      | FC Stoke          |
| 30. Januar 1892 | FC Middlesbrough        | 1:2      | Preston North End |
| 30. Januar 1892 | The Wednesday           | 2:0      | Small Heath       |
| 30. Januar 1892 | Sunderland Albion       | 0:1      | Nottingham Forest |
| 30. Januar 1892 | West Bromwich Albion    | 3:1      | Blackburn Rovers  |
| 30. Januar 1892 | Wolverhampton Wanderers | 3:1      | Sheffield United  |

#### Wiederholungsspiel
| Datum           |               | Ergebnis |                |
| --------------- | ------------- | -------- | -------------- |
| 6. Februar 1892 | FC Accrington | 1:3      | AFC Sunderland |

### Dritte Hauptrunde
| Datum            |                         | Ergebnis |                   |
| ---------------- | ----------------------- | -------- | ----------------- |
| 13. Februar 1892 | Nottingham Forest       | 2:0      | Preston North End |
| 13. Februar 1892 | FC Stoke                | 2:2      | AFC Sunderland    |
| 13. Februar 1892 | West Bromwich Albion    | 2:1      | The Wednesday     |
| 13. Februar 1892 | Wolverhampton Wanderers | 1:3      | Aston Villa       |

#### Wiederholungsspiel
| Datum            |                | Ergebnis |          |
| ---------------- | -------------- | -------- | -------- |
| 20. Februar 1892 | AFC Sunderland | 4:0      | FC Stoke |

### Halbfinale
Die ersten beiden Spiele wurden am 27. Februar 1892 und die Wiederholungsspiele am 5. März 1892 und 9. März 1892 ausgetragen.
|                   | Ergebnis |                      | Ort           |
| ----------------- | -------- | -------------------- | ------------- |
| Aston Villa       | 4:1      | AFC Sunderland       | Sheffield     |
| Nottingham Forest | 1:1      | West Bromwich Albion | Wolverhampton |

#### Wiederholungsspiele
|                      | Ergebnis |                      | Ort           |
| -------------------- | -------- | -------------------- | ------------- |
| Nottingham Forest    | 1:1      | West Bromwich Albion | Wolverhampton |
| West Bromwich Albion | 6:2      | Nottingham Forest    | Derby         |

### Finale
| West Bromwich Albion                               | West Bromwich Albion | Aston Villa | Aston Villa |
| -------------------------------------------------- | --- | --- | ----------- |
| West Bromwich Albion                               | \| Finale \| \| Samstag, 19. März 1892 in London (Kennington Oval) \| \| Ergebnis: 3:0 \| \| Zuschauer: 32.710 \| \| Schiedsrichter: Charles Clegg \| \| Spielbericht \|                      | \| Finale \| \| Samstag, 19. März 1892 in London (Kennington Oval) \| \| Ergebnis: 3:0 \| \| Zuschauer: 32.710 \| \| Schiedsrichter: Charles Clegg \| \| Spielbericht \|                    | Aston Villa |
| West Bromwich Albion                               | Joe Reader – Mark Nicholson, Thomas McCulloch – Jack Reynolds, Charlie Perry, Willie Groves – Billy Bassett, Roddy McLeod, Sammy Nicholls, Tom Pearson, Alfred Geddes Cheftrainer: Louis Ford | Jimmy Warner – Gershom Cox, Walter Evans – Harry Devey, James Cowan, John Baird – Charlie Athersmith, Billy Dickson, John Devey, Lewis Campbell, Dennis Hodgetts Cheftrainer: George Ramsay | Aston Villa |
| West Bromwich Albion                               | Jack Reynolds Sammy Nicholls Alfred Geddes | | Aston Villa |
| Finale                                             | | |             |
| Samstag, 19. März 1892 in London (Kennington Oval) | | |             |
| Ergebnis: 3:0                                      | | |             |
| Zuschauer: 32.710                                  | | |             |
| Schiedsrichter: Charles Clegg                      | | |             |
| Spielbericht                                       | | |             |